# 柏原成光
柏原 成光（かしわばら しげみつ、1939年 - ）は、日本の編集者。日本語教員。元筑摩書房社長。

## 来歴
東京府生まれ。東京大学文学部東洋史学科卒。1964年に筑摩書房編集部入社。季刊誌『人間として』、『文芸展望』などの編集を担当。1997年、同社代表取締役に就任する。
1999年に筑摩書房を退社、風濤社相談役。共立女子大学などの非常勤講師、2004年全てを退職し、2011年まで7年間、中国の延辺大学・西南科技大学・蘇州大学で日本語教員を務めた。

## 著書
- 『黒衣の面目 編集の現場から』風濤社 1997年6月 ISBN 4892191558
- 『本とわたしと筑摩書房』パロル舎 2009年6月 ISBN 978-4894190856
- 『中国暮らしやってみました 65歳からの日本語教師』風濤社 2012年4月 ISBN 978-4892193545
- 『友 臼井吉見と古田晁と 出版に情熱を燃やした生涯』紅書房 2013年11月 ISBN 978-4-89381-290-2
- 『人間 吉村昭』風濤社 2017年12月 ISBN 978-4892194429